# Schönbrunn (Allersberg)
Schönbrunn ist ein Gemeindeteil des Marktes Allersberg im Landkreis Roth (Mittelfranken, Bayern). Schönbrunn liegt in der Gemarkung Lampersdorf.

## Geografie
Der Weiler liegt drei Kilometer südlich des historischen Allersberger Stadtkernes. In Norden befinden sich die südlichsten Ausläufer des Reichswaldes und der Sandachse Frankens, vier Kilometer südlich die Scheitelhaltung des Main-Donau-Kanales. Der Ort liegt nahe an der Europäischen Hauptwasserscheide. Der vier Kilometer westlich befindliche Rothsee entwässert zur Nordsee hin, die drei Kilometer östlich fließende Schwarzach ins Schwarze Meer. Im Norden fließt der Teufelsgraben gemeinsam mit dem Silbergraben zum Schönbrunner Bach zusammen. Dieser speist eine Reihe von Weihern bei Eulenhof, welche über einen namenlosen Bach in den nahen Rothsee entwässern.
Die Bayerische Uraufnahme zeigt Schönbrunn in den 1810er Jahren als einen Weiler mit sechs Höfen und einem Weiher westlich.

## Geschichte
Schönbrunn wurde 1279 in einer Urkunde der Herren von Stein das erste Mal genannt. Im 16. Jahrhundert bestand der Ort aus 6 Anwesen. Gegen Ende des 18. Jahrhunderts gab es in Schönbrunn 7 Anwesen und ein Gemeindehirtenhaus. Das Hochgericht übte das pfalz-neuburgische Pflegamt Hilpoltstein aus. Grundherren waren das Kastenamt Hilpoltstein (1 Anwesen), die Pfarrkirche Hilpoltstein (1 Anwesen), das Chorstift Hilpoltstein (1 Anwesen), das Kloster Seligenporten (1 Anwesen), die Spitalstiftung Freystadt (1 Anwesen) und die Protestantische Kultusstiftung Nürnberg (2 Anwesen).
Im Rahmen des Gemeindeedikts (frühes 19. Jahrhundert) wurde Schönbrunn dem Steuerdistrikt Ebenried und der Ruralgemeinde Lampersdorf zugewiesen. Am 1. Januar 1972 erfolgte im Zuge der Gebietsreform in Bayern die Eingemeindung nach Allersberg.

### Bau- und Bodendenkmäler
- Haus Nr. 9: Katholische Ortskapelle[10]
- Nordwestlich befindet sich ein Grabhügel vorgeschichtlicher Zeitstellung[10]

### Einwohnerentwicklung
| Jahr      | 001818 | 001836 | 001861 | 001871 | 001885 | 001900 | 001925 | 001950 | 001961 | 001970 | 001987 | 002018 |
| Einwohner | 46     | 48     | 43     | 40     | 57     | 54     | 56     | 52     | 35     | 41     | 44     | 56     |
| Häuser    | 8      | 8      |        |        | 8      | 8      | 8      | 7      | 7      |        | 9      |        |
| Quelle    | [ 12 ] | [ 13 ] | [ 14 ] | [ 15 ] | [ 16 ] | [ 17 ] | [ 18 ] | [ 19 ] | [ 20 ] | [ 21 ] | [ 22 ] |        |

## Religion
Schönbrunn ist römisch-katholisch geprägt und war ursprünglich nach Mariä Himmelfahrt (Allersberg) gepfarrt. Seit dem 16. Juli 1931 ist die Expositur St. Georg (Göggelsbuch) zuständig, die ursprünglich zur Pfarrei St. Johannes der Täufer (Hilpoltstein) gehörte und jetzt zur Pfarrei Allersberg. Die Einwohner evangelisch-lutherischer Konfession sind nach Ebenried gepfarrt.

## Verkehr
Die Kreisstraße RH 8 führt nach Göggelsbuch (2,2 km westlich) bzw. an Heblesricht vorbei nach Ebenried (2,8 km östlich). Eine Gemeindeverbindungsstraße führt zu einer Gemeindeverbindungsstraße bei Uttenhofen (1,2 km südlich).
Der ÖPNV bedient den Ort an der Bushaltestelle Abzw. Schönbrunn (b. Allersbg) mit den beiden VGN Buslinien 527 u. 608 fahrplanmäßig.